# Antología (álbum de Anahí)
Antología é o primeiro álbum de compilação da cantora mexicana Anahí, incluindo músicas de seus dois primeiros álbuns de estúdio, o disco foi lançado quando ela ainda fazia parte do grupo RBD.

## Faixas
| N.º            | Título                     | Compositor(es)              | Duração |  |
| 1.             | "Corazón de Bombón"        | Ruben Amado                 | 2:50    |  |
| 2.             | "Anclado en Mi Corazón"    | Amado                       | 3:10    |  |
| 3.             | "Superenamorándome"        | Carlos Lara                 | 3:58    |  |
| 4.             | "Descontrolándote"         | Fredy Comitte Jesús Mendel  | 3:36    |  |
| 5.             | "Salsa Reggae"             | Amado                       | 5:06    |  |
| 6.             | "Juntos" (com Kuno Becker) | Lara                        | 4:07    |  |
| 7.             | "Bailar"                   | Gerardo Peña                | 3:43    |  |
| 8.             | "A un Metro del Suelo"     | Amado                       | 4:09    |  |
| 9.             | "Aquí Sigues Estando Tú"   | Lara                        | 4:17    |  |
| 10.            | "Fin de Semana"            | Peña Mendel                 | 3:28    |  |
| 11.            | "Con los Brazos en Cruz"   | Amado                       | 3:12    |  |
| 12.            | "Desesperadamente Sola"    | Fabio Estefano Salgado      | 4:55    |  |
| 13.            | "No Me Comparen"           | P. Honerlage Comitte Mendel | 3:42    |  |
| 14.            | "Sexy"                     | Amado Juanjo Novaira        | 3:41    |  |
| 15.            | "Primer Amor"              | Salgado                     | 5:08    |  |
| 16.            | "Por Volverte a Ver"       | Comitte Mendel              | 3:15    |  |
| 17.            | "Para Nada"                | Amado Novaira               | 4:02    |  |
| 18.            | "Tu Amor Cayó del Cielo"   | Max di Carlo Lara           | 4:12    |  |
| 19.            | "Teléfono Suena"           | Comitte Mendel              | 3:21    |  |
| 20.            | "Porción de Amor"          | Amado Novaira               | 4:55    |  |
| Duração total: | Duração total:             | Duração total:              | 73:50   |  |